# Paromalus picturatus
Paromalus picturatus är en skalbaggsart som beskrevs av Kapler 1999. Paromalus picturatus ingår i släktet Paromalus och familjen stumpbaggar. Inga underarter finns listade i Catalogue of Life.